# Знаменское (Ирбитское муниципальное образование)
Знаменское — село в Ирбитском муниципальном образовании Свердловской области России.

## Географическое положение
Село находится в 18 километрах (по автотрассе в 19 километрах) к юго-востоку от города Ирбита, на обоих берегах реки Кирги (правого притока реки Ницы), ниже устья правого притока реки Ольховки. Местность, занимаемая селом, болотистая, почва отчасти чернозёмная, отчасти глинистая.

## История села
В 1642 году была основана деревня Подволошинская. Название поселение получило от волока существовавшего здесь в прежние времена. Под ним (волоком) расположилась деревня.
В XIX веке, по имени первого храма, сооруженного в честь Знамения иконы Божией Матери, село назвали Знаменским. Главным занятием сельчан было хлебопашество, а побочным – заработок на Ирбитской ярмарке путем найма в услужение к приезжающим на ярмарку купцам.

## Школа
В 1873 году было открыто народное училище.

## Благовещенский храм
Первый храм был деревянным, назван в честь Знаменской иконы Божией Матери с приделом в честь святого Прокопия, Устюжского Чудотворца. Взамен обветшавшей церкви в 1782 году была построена вторая деревянная церковь, сгоревшая около 1800 года. В 1805 году был заложен, а в 1808 году на месте разобранной ветхой деревянной церкви был построен каменный трёхпрестольный храм. В 1873 году он, вследствие тесноты и неудобства, был разобран и перестроен. К нему был пристроен придел в честь Архистратига Божия Михаила, который в 1876 году был освящён в честь Благовещения Пресвятой Богородицы. Правый придел был освящён в честь архангела Михаила 10 декабря 1882 года, левый придел был освящен в честь правого Прокопия Устюжского 30 ноября 1875 года. Для священника имелся дом на общественные средства, а для диакона был построен на средства приходского попечительства. Церковь была закрыта в 1930 году.

## Население
| 2002 | 2010 | 2021 |
| ---- | ---- | ---- |
| 784  | ↘683 | ↘605 |

## Известные уроженцы
В селе родился Герой Советского Союза Елохин Аггей Александрович (1912–1942).